# Křemešnická vrchovina
Křemešnická vrchovina – mezoregion w obrębie Masywu Czeskiego, leżący w centralnej części Wyżyny Czeskomorawskiej, w zachodniej części Masywu Czeskomorawskiego (czes. Českomoravská vrchovina). Położony jest w południowo-wschodniej części Czech.
Jest to kraina pagórkowata i górzysta, częściowo zalesiona. Jej powierzchnia wynosi 2.634 km², średnia wysokość 551,5 m n.p.m., a najwyższym wzniesieniem jest Křemešník (765 m n.p.m.), leżący na Humpolecká vrchovinie.
Křemešnická vrchovina zbudowana jest ze skał metamorficznych moldanubika – gnejsów, łupków łyszczykowych i in. oraz granitów.
Leży w dorzeczu Želivki, dopływu Sazawy.
Graniczy na południowym zachodzie z Kotliną Trzebońską, na zachodzie z Táborską pahorkatiną, na północnym zachodzie z Vlašimską pahorkatiną, na północnym wschodzie z Hornosázavská pahorkatina, na południowym wszachodzie z Křižanovská vrchovina i Wyżyną Jaworzycką (czes. Javořická vrchovina).

## Podział
Wyżyna Krzemesznicka:
- Pogórze Jindrzichohradeckie (czes. Jindřichohradecká pahorkatina)
  - Pogórze Raciborskie (czes. Ratibořská pahorkatina)
  - Kotlina Jindrzichohradecka (czes. Jindřichohradecká kotlina)
  - Pogórze Żirownickie (czes. Žirovnická pahorkatina)

- Pogórze Pacowskie (czes. Pacovská pahorkatina)
  - Wyżyna Rzyśnicka (czes. Řísnická vrchovina)
  - Pogórze Cetorażskie (czes. Cetorazská pahorkatina)
  - Pogórze Bożejowskie (czes. Božejovská pahorkatina)
  - Kotlina Rohozeńska (czes. Rohozenská kotlina)
  - Pogórze Tuczapskie (czes. Tučapská pahorkatina)
  - Wyżyna Świdnicka (czes. Svidnická vrchovina)
  - Kotlina Chynowska (czes. Chýnovská kotlina)
  - Góry Dubskie (czes. Dubské vrchy)
  - Kotlina Obratańska (czes. Obrataňská kotlina)

- Pogórze Żeliwskie (czes. Želivská pahorkatina)
  - Pogórze Czechtickie (czes. Čechtická pahorkatina)
  - Wyżyna Zruczska (czes. Zručská vrchovina)
  - Pogórze Koszetickie (czes. Košetická pahorkatina)
  - Pogórze Horzepnickie (czes. Hořepnická pahorkatina)

- Wyżyna Humpolecka (czes. Humpolecká vrchovina)
  - Wyżyna Melechowska (czes. Melechovská vrchovina)
  - Kotlina Humpolecka (czes. Humpolecká kotlina)
  - Wyżyna Heralecka (czes. Herálecká vrchovina)
  - Wyżyna Jenikowska (czes. Jeníkovská vrchovina)
  - Pogórze Wyskiteńskie (czes. Vyskytenská pahorkatina)

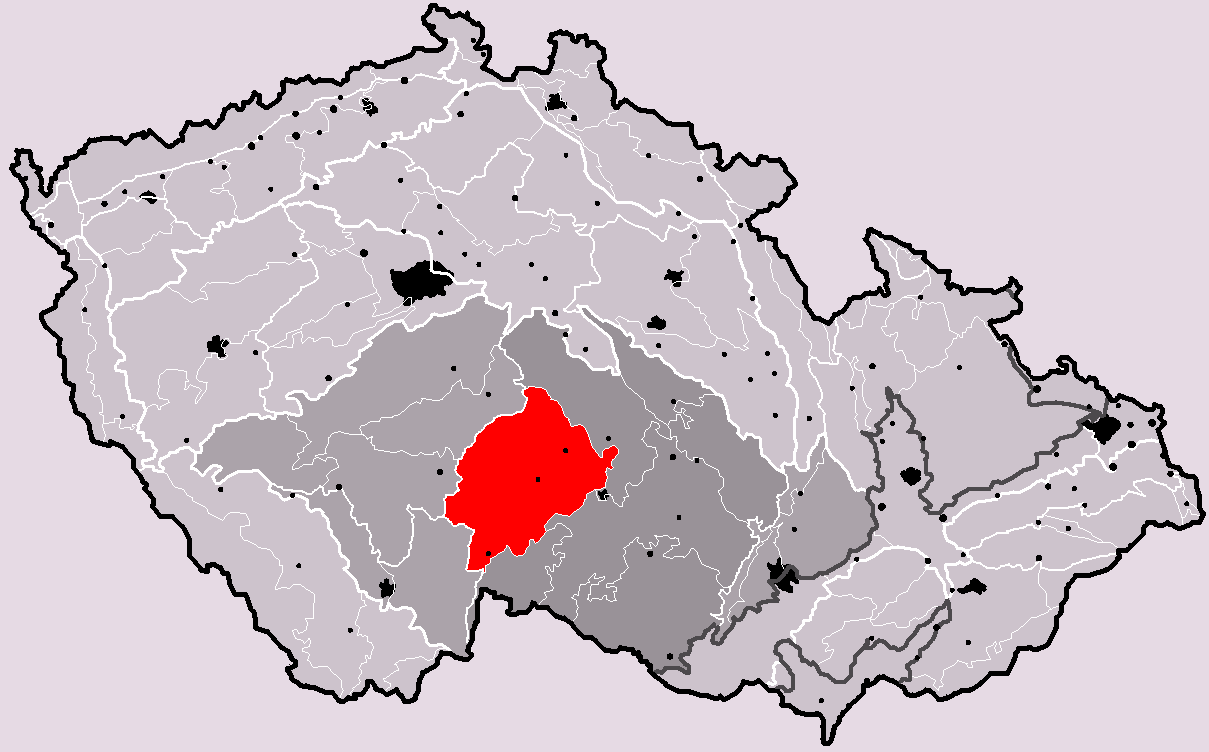
Położenie Křemešnická vrchoviny

  - Čeřínek
  - Křemešník